# 矿山测量
矿山测量为地质勘探、矿山设计、矿山建设、运营以及矿山报废等各阶段所进行的测量工作的总称，属于工程测量的一种。

## 历史
意大利都灵存有公元前十五世纪的金矿巷道图；埃及在公元前十三世纪也有按比例缩小的巷道图；古希腊学者亚历山大里亚的希罗在公元前一世纪对地下定向测量就有叙述；德国科学家格奥尔格·阿格里科拉于1556年出版了《论矿冶》（De re metallica）一书，论述了用罗盘测量井下巷道。矿山测量作为一门独立的学科是始于德国和东欧一些国家的。在德文中，“矿山测量”一词为Markscheide，它的原意是地界(Mark)划分(Scheide)。1969年8月在捷克布拉格召开的首次国际矿山测量工作者会议上，成立了国际矿山测量协会(The International Society for Mine Surveying，简称ISM)。

## 内容
矿山测量主要内容包括：矿产勘探阶段的地面控制测量、地形图测绘、勘探点的标定；设计阶段的地形图测绘、工业广场测量、线路测量；建设阶段的井筒和巷道测量、建（构）筑物施工测量、设备安装与线路测量；生产阶段的井巷标定、岩层与地表移动监测、土地复垦测量等。